# Klaus Tamm
Klaus Tamm (* 20. Juli 1961 in Wuppertal) ist ein deutscher Naturfotograf und selbstständiger Entsorgungsunternehmer in Wuppertal.

## Leben
Aufgewachsen in einer Jägerfamilie war er schon als Kind regelmäßig in der Natur und war fasziniert von den Tierfotografien in den Jagdzeitschriften seines Vaters. Diese inspirierten ihn, als Jugendlicher eine Spiegelreflexkamera mit einem Teleobjektiv zu erwerben und mit fotografischen Beobachtungen zu beginnen.
Mit dem Kauf der ersten Digitalkamera startete er 2005 professionell mit der Naturfotografie und entwickelte bald seine eigene fotografische Handschrift. Über die klassische Naturdokumentation hinaus zeichnen sich seine Fotografien durch besondere Stimmungen aus und wirken häufig wie „mit der Linse gemalt“. Dennoch entstehen sie gemäß der Richtlinien internationaler Naturfotowettbewerbe in authentischen Situationen, ohne Manipulation und ohne Beeinträchtigung der Fauna und Flora.
Es ist ihm ein Anliegen, mit seinen Fotos die Menschen für die Natur zu sensibilisieren.
Das Schwarzweiß-Foto „Krötenwanderung“, das eine Kröte auf regennasser Fahrbahn im Gegenlicht eines Autoscheinwerfers zeigt, brachte ihm 2012 beim Wettbewerb der GDT (Gesellschaft für Naturfotografie) zum ersten Mal den Titel Naturfotograf des Jahres ein. Ein weiteres Mal erhielt er die Auszeichnung 2015, diesmal mit einer Fotografie einer „Sumpfsiegwurz“, mit der in der Geschichte der GDT überhaupt erst zum zweiten Mal ein Pflanzenmotiv als Jahressieger prämiert wurde. Zum dritten Mal wurde Klaus Tamm 2019 zum Naturfotograf des Jahres gekürt mit seinem Bild „Plagegeist“, das eine Maus und eine Mücke zeigt.
Bei dem renommiertesten Naturfotowettbewerb der Welt, Wildlife Photographer of the Year (WPY) des Natural History Museums in London, vormals BBC WPY, gehörten bislang fünf Motive von ihm zu den Finalisten (2009, 2012, 2015 (2), 2017).
Mitte der 2000er Jahre wurde in den Kalkbrüchen zwischen Wülfrath, Wuppertal und Mettmann die (Wieder-)Ansiedelung des in der Region selten gewordenen Uhus entdeckt und das Uhu-Projekt ins Leben gerufen, mit dem die Landschaftsbehörden und drei Kalkunternehmen der Region die Countdown-2010-Kampagne fördern wollten, die das Land NRW zusammen mit der Internationalen Naturschutzorganisation IUCN initiiert hatte mit dem Ziel, die Dezimierung von Tier- und Pflanzenarten bis 2010 zu verringern oder zumindest anzuhalten. Die Untersuchungen zur Verbreitung und zum Verhalten der größten Eulenart der Erde begleitete Klaus Tamm fotografisch über viele Jahre.
Im Jahr 2014 gelangen Klaus Tamm seine ersten Sichtungen freilebender Wölfe in Deutschland, und seitdem verfolgt er fotografisch die Rückkehr dieser hier vor ca. 100 Jahren ausgerotteten Spezies. Die Ergebnisse dieser Begegnungen wurden 2023 in einem Bildband veröffentlicht und zeigen neben dem Lebensraum der Wölfe die Vielfalt der Tier- und Pflanzenarten in deutschen Wäldern.

## Soziales Engagement
2015 gründete Klaus Tamm die Aufwind gemeinnützige GmbH für Natur- und Umweltschutz mit dem Ziel, alle Einkünfte aus seinen Fotoaktivitäten direkt dem Naturschutz zukommen zu lassen. Die Non-Profit-Organisation unterstützt regionale, nationale sowie internationale Natur- und Umweltschutzprojekte. Die finanziellen Mittel hierfür setzen sich zusammen aus Verkaufserlösen der Fotografien und Bücher von Klaus Tamm sowie Siegprämien aus Wettbewerbserfolgen, Seminar- und Vortragshonoraren und auch aus Spenden.

## Ausstellungen (Auswahl)
- 2024 Begegnungen – Im Land der Wölfe, Kulturzentrum Sinsteden in Rommerskirchen (Rhein-Neuss-Kreis)
- 2023 Schottland – Eine Winterreise (gemeinsam mit den Fotografen Hermann Hirsch und Jan Leßmann), Stadtmuseum Schleswig
- 2021 Parmi les Loups (Unter Wölfen), Namur, Festival Expos AVES
- 2020 Märchenstunde, Nationalpark Berchtesgaden
- 2019 Mit der Linse gemalt, Haus Ruhr Natur Mülheim
- 2018 Ein Jahr mit dem Wolf, Pferdemuseum Münster (in Zusammenarbeit mit NABU)
- 2018 Poesie des Augenblicks, Naturkundemuseum Reutlingen
- 2017 Märchenstunde, Stadtmuseum Schleswig
- 2016 Märchenstunde, Internationales Naturfotofestival Lünen
- 2015 Auf Engelsflügeln, Stadtmuseum Neuwied (Gruppenausstellung)
- 2014 Grenzgänger, Kunst Galerie Kalkar
- 2013 Nordwärts, Internationales Naturfotofestival Lünen

## Auszeichnungen (Auszug)
GDT Naturfotografen-Wettbewerb
- 2024  4. Platz Sonderkategorie „Im tosenden Fluss“
- 2021  5. Platz Vögel „Herbststimmung“
- 2021  4. Platz Sonderkategorie „Geschwisterliebe“
- 2020  2. Platz Pflanzen „Im letzten Licht“
- 2019  Gesamtsieger des Jahres „Plagegeist“
- 2018 1. Platz, Kategorie Andere Tiere: „Unbekanntes Flugobjekt“
- 2017 1. Platz, Kategorie Vögel & Preis der Jury: „Abendidylle“
- 2015  Gesamtsieger des Jahres „Sumpfsiegwurz“
- 2014 1. Platz, Kategorie Pflanzen & Pilze: „Spotlight im Wald“
- 2013 1. Platz, Kategorie Andere Tiere: „Im Spotlight“
- 2012  Gesamtsieger des Jahres „Krötenwanderung“
- 2010 1. Platz, Kategorie Andere Tiere: „Wespenspinne“
- 2009 1. Platz, Kategorie Säugetiere: „Eilig“

Europäischer Naturfotograf des Jahres
- 2022 Lobende Erwähnung Säugetiere „Im Kiefernwald“
- 2022 Lobende Erwähnung Vögel „Schneekulisse“
- 2019 Lobende Erwähnung, Kategorie Vögel: „Haubenlerche“
- 2019 Lobende Erwähnung, Kategorie Andere Tiere: „Empfangsbereit“
- 2017 1. Platz, Kategorie Vögel: „Abendstimmung am Moorsee“
- 2016 1. Platz, Kategorie Vögel: „Märchenstunde (Eisvogel)“
- 2013 Lobende Erwähnung, Kategorie Pflanzen: „Lichtspiel“
- 2013 Lobende Erwähnung, Kategorie Andere Tiere:  „Blaue Stunde“
- 2012 2. Platz, Kategorie Andere Tiere: „First Kiss“
- 2008 Lobende Erwähnung, Kategorie Atelier Natur: „Sonnentau“
- 2008 Lobende Erwähnung, Kategorie Andere Tiere: „Hängepartie“
- 2006 Lobende Erwähnung, Kategorie Vögel: „Im Sandsturm“
- 2006 Lobende Erwähnung, Kategorie Atelier Natur: „Tau im Spinnennetz“

(BBC) Wildlife Photographer of the Year
- 2017 Finalist, Kategorie Vögel: „Realm of the Condor“
- 2015 Finalist, Kategorie Pflanzen: „Meadow Canvas“ (Sumpfsiegwurz)
- 2015 Finalist, Kategorie Wirbellose Tiere: „Wings of summer“
- 2012 Finalist, Kategorie Kaltblütler: „Sizing up“
- 2009 Finalist, Kategorie Tier Portraits: „Hare sitting tight“

Für besondere künstlerische Leistungen erhielt er 2020 den Preis der Enno und Christa Springmann Stiftung.

## Bibliographie
- 2023: Begegnungen. Im Land der Wölfe (Text: Werner Bollmann)
- 2019: Schottland, gemeinsam mit den Fotografen Hermann Hirsch und Jan Leßmann
- 2017: Verwunschene Wildnis  (Text: Mario Ludwig), Frederking & Thaler Verlag, München 2019, ISBN 978-3-95416-270-3
- 2013: Grenzgänger (Texte: Christian Arns, Verlag Becker Joest Volk) ISBN 978-3-938100-93-6